# Ренд Пол
Рендал Ховард Пол (енгл. Randal Howard Paul; Питсбург, Пенсилванија, 7. јануар 1963) је амерички политичар и најмлађи сенатор Сједињених Америчких Држава из Кентакија од 2011. године. Његов отац је Рон Пол, некадашњи члан Представничког дома САД из Тексаса и председнички кандидат 1988, 2008. и 2012. године.
Члан је Републиканске странке, а себе описује као уставног конзервативца и присталицу Покрета чајанка.
Ренд Пол је био кандидат за номинацију Републиканске странке на америчким председничким изборима 2016. године.

## Младост и образовање
Рандал Ховард Пол је рођен 7. јануара 1963. године у Питсбургу у Пенсилванији. Његови родитељи су Рон Пол, лекар и некадашњи члан Представничког дома САД, и Керол Велс. Крштен је у Епископалној цркви. Са породицом се преселио у Тексас 1968. године.
Отац Рон је постао члан Представничког дома, када је Ренду било 13 година. Присуствовао је Републиканској националној конвенцији 1976. године, на којој је његов отац предводио присталице Роналда Регана из Тексаса.
У младости је проучавао аустријске економисте и тако се приближио либертаријанским ставовима свог оца.
Уписао је Бејлор Универзитет 1981. године и тамо је почео да пише текстове за један часопис, а придружио се и једној тајној организацији. Напустио је студије 1984. године и уписао се на Медицински факултет Универзитета Дјук. Докторирао је 1988. године, а стажирање окончао 1993. године.

## Медицинска каријера
Заједно са супругом Кели (са којом је у браку од 1990. године), преселио се у Кентаки 1993. године, након добијања државне медицинске дозволе за пресељење. Усмерио се на рад у области офтамологије, а стручњак је за операције катаракте и глаукома, као и трансплантације рожњаче.
У време пандемије корона вируса 2020. године, волонтирао је у болници у Кентакију.